# Ouled Mimoun
Ouled Mimoun là một đô thị thuộc tỉnh Tlemcen, Algérie. Dân số thời điểm năm 2002 là 24.35 người.